# Isola Truchaniv
L'isola Truchaniv (in ucraino Труханів острів?, Truchaniv ostriv) è un'isola situata sul fiume Dnepr a Kiev, in corrispondenza della confluenza con il fiume Desna.
L'isola ha una superficie di circa 4,5 km², per la maggior parte coperta di vegetazione. Ospita un parco naturale, spiagge, hotel e scuole di sport acquatici. Durante l'estate alcuni percorsi all'interno dell'isola sono adibiti a piste ciclabili, mentre in inverno sono utilizzati per lo sci di fondo.
Verso ovest l'isola è collegata alla terraferma dal ponte del parco, costruito nel 1957 e riservato a pedoni e ciclisti. L'isola è inoltre attraversata dal Ponte Pivnichnyi, imponente ponte strallato.

Panorama dell'isola vista da Kiev